# Полесицкий-Яхнин, Александр Ефимович
Александр Ефимович Полесицкий (1907—1944) — советский физик, исследования которого внесли значительный вклад в процесс создания советской атомной бомбы. За разработку совместно с Б. А. Никитиным нового метода выделения радиотория и радия D из старых радий-мезоториевых препаратов, основанного на различии в летучести хлоридов элементов, в 1943 году был удостоен Сталинской премии.

## Биография
Александр Ефимович Полесицкий-Яхнин родился в 1907 г. на станции Харцизск (Область Войска Донского) в семье провизора Ефима Абрамовича Полесицкого-Яхнина, открывшего при станции Харцизской в 1902 году первую аптеку.
В 1922 г. окончил трудовую школу II ступени в Бердянске, где отец открыл аптеку на углу улиц Греческой и Жуковского. В 1923 г. поступил в Ленинградский университет на химический факультет. Несколько раз меняя тему дипломной работы, защитил её в июне 1929 года.
С 1925 г. и до последних дней работал в Химическом отделе Государственного радиевого института. В 1935 г. присвоена степень кандидата химических наук без защиты диссертации. В 1938 г. присуждена степень доктора химических наук и присвоено звание профессора.
С 1938 г. заведующий Лабораторией искусственных радиоактивных элементов Радиевого института АН СССР.
Умер 7 октября 1944 г. после продолжительной тяжелой болезни в Казани, куда во время войны был эвакуирован РИАН.
Жена (с 1938 г.) — Валентина Рудольфовна  Клокман (1915—1984) — доктор химических наук, профессор.